# Персонажі мультсеріалу «Губка Боб Квадратні Штани»

## Головні герої

### Роберт Гарольд «Губка Боб» Квадратні Штани(SpongeBob SquarePants)
Головний герой серіалу-Губка Боб Квадратні Штани – кумедна і весела морська Губка,вік якої не відповідає особистому психологічному стану. Живе він зі своїм домашнім улюбленцем – равликом Гері у власному будинку, що має вигляд, форму і структуру ананаса. Боб працює кухарем в ресторані "Красті Краб". Він також навчається в школі водіння місіс Пафф.Також Губка ніяк не може здати на права. Він любить гуляти і грати з своїм другом Патріком.

### Сквідвард Джей Куїнсі Щупальці(Squidward Tentacles)
Сусід Губки Боба та [Патріка. Він кальмар, який живе в домі, схожу на статую з острова Пасхи. Він ненавидить Губку Боба та Патріка, але всеодно деколи він ставиться до них добре.Працює касиром в Красті Краб. Сквідвард егоїстичний та серйозний. Також він має кузена Сквільяма, якому дуже заздрить.

### Ґері Уілсон-молодший Равлик (Gary the Snail)
Хатня тваринка Губки Боба, яка за звичками та голосом швидше нагадує домашнього кота і вміє казати лише «Мяу». Від Королівської крові, кузен Патріка.

### Патрік Зірка(Patrick Star)
Сусід Губки Боба та його найкращий друг, який супроводжує Боба у його пригодах. Патрік нерозумний, товстий та ледачий, ніде не працює. Він живе під каменем, меблі в нього зроблені з піску. Часто дратує свого сусіда Сквідварда.

### Містер Юджин Гарольд Крабс(Mr. Eugene H. Krabs)
Губка Боб працює кухарем в ресторані «Красті Крабс», керованою помішаним на грошах старим скнарою паном Юджином Крабсом. Він любить гроші більше за доньку Перл та кохану місіс Пафф. Юджин Крабс був моряком, має моряцький лексикон і інколи вживає морську лайку.
Його батько був піратом, передав корабель у спадок сину, але той збіднів, розігнав команду і з перевернутого корпуса корабля зробив ресторан. Хоча, ресторан "Красті Краб" більше нагадує пастку для крабів. У одній серії через свою жадібність до грошей став працювати цілодобово, чим зводить Сквідварда з розуму.

### Сендра Дженіфер «Сенді» Чикс(Sandra Jennifer "Sandy" Cheeks)
Ще одним важливим героєм серіалу можна назвати учену-дослідницю білку-каратистку з Техасу Сенді Чікс. Через неможливість дихати під водою вона вимушена постійно носити скафандр. Вона завжди бере участь в авантюрах Губки Боба та Патріка. Сенді розумна і вигадує різні прилади. До того ж вона найкраща каратистка в океані.

### Шелдон Пітер Джей Планктон(Sheldon J. Plankton)
Головним антагоністом виступає мікроскопічний лиходій Шелдон Планктон, який за першої найкращої нагоди намагається викрасти з «Красті Крабс» секретну формулу приготування крабової петті (крабсбургера), але, як правило, невдало. Колишній друг Крабса. Невідомо, скільки точно він здійснив спроб вкрасти рецепт. Але напевно що багато. Також в одній серії приєднався до команди супер лиходіїв.

### Карен Планктон(Karen Plankton)
У Планктона є дружина-комп'ютер Карен, яка завжди свариться із чоловіком. Вона придумує плани викрадення секретної формули приготування Крабсбургерів, проте чоловік присвоює собі ці плани, і дружина ображається на нього. До того ж Планктон інколи зраджує її. Вона надпотужний комп'ютер.

### Перл Крабс (Pearl Krabs)
Містер Крабс має доньку Перл, яку він вважає за рідну дитину. Їй 16 років. Вона любить ходити по магазинах. Працює у торговельному центрі. Перл часто ображається на тата. Вона кит. Вона працює в магазині "Бабусина шкарпетка".

### Місіс Поппі Пафф (Mrs. Penelope Puff)
Губка Боб намагається здати іспит у школі кермування катерами місіс Пафф, професійного інструктора, який може легко навчити кермувати усіх, окрім Губки Боба. Вона зустрічається з Містером Крабсом. За відношенням до Губки Боба вона схожа зі Сквідвардом. В багатьох серіях намагається поцілувати Містера Крабса.

## Другорядні герої

### Лоуренс «Лері» Лобстер (Lawrence "Larry" Lobster)
Лобстер, рятувальник на пляжі. Сильний та особливо  привабливий  для жінок.

### Ерні «Морський Супермен» і Тім «Причепа» (Ernie "Mermaid Man" and Tim "Barnacle Boy")
Супергерої, проте зараз вони старі. Вони не такі сильні, як раніше, проте мудрі. Супермен погано чує, а Причепа (Сліпарик) погано бачить.

### Король Нептун (King Neptune)
Король і бог моря. Трохи злий та жорстокий, як і годиться поважному богу. У мультфільмі " Губка Боб У бігах"  заморожує Містера Крабса за те що той вкрав його корону. Він перший з не багатьох інших персонажів які зникли до закінчення мультику.

### Сквільям Фенсісон ( Scviliam Fensison)
Восьминіг, кузен та ворог Сквідварда. Дуже багатий. І заздрісний. Один із небагатьох персонажів які зникли до закінчення мультику.

### Пірат Патчі Однорукий (Patchy the Pirate)
Президент клубу шанувальників Губки Боба. Живе в Каліфорнії в Енсіно.

### Папуга Поті (Potty the Parrot)
Папуга Пірата Пaтчі Однорукого. Невідома стать (у деяких серіях чоловіча, у деяких жіноча). Але напевно що жіноча.

### Морський Лиходій Промінь (Man Ray)
Головний ворог Морського Супермена та Причепи.

### Брудна Бульбашка (Dirty Bubble)
Ще один ворог Супергероїв. Він може проковтнути рибу, але його можна луснути чимось гострим. Він є напарником Морського Лиходія Проміня.

### Гарольд та Маргарет Квадратні Штани (Harold and Margaret SquarePants)
Батьки Губки Боба. Живуть далеко, і рідко бачать сина, але люблять його.

### Бабуся Губки Боба (Grandma SquarePants)
Бабуся Губки Боба, яку Губка Боб часто відвідує. Любить цілувати Губку Боба. На жаль зникла до закінчення мультфільму.